# E.n.

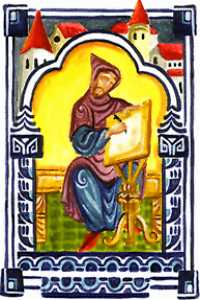
Dionisie exiguul, considerat cel care a inventat „Anno Domini”

e.n. este o abreviere în limba română a expresiei „era noastră”. e.n. desemnează timpul de după începutul numărării anilor în calendarul gregorian, iar î.e.n. („înaintea erei noastre”) pe cel de dinainte. Conform tradiției, această numărătoare a început odată cu nașterea lui Iisus Hristos, care se consideră că a avut loc în „anul 1 e.n.”, și a ajuns actualmente la anul 2025.
d.C. și d.Hr. sunt acronime ale expresiilor „după Cristos” sau „după Hristos”, abrevieri sinonime cu „e.n.”, cu utilizare răspândită în lumea creștină, desemnând orice eveniment care a avut loc în timp după anul nașterii lui Iisus Hristos. În concordanță cu ideologia comunistă, această abreviere a fost înlocuită în România cu abrevierea „e.n.” după al Doilea Război Mondial, când România a intrat în sfera de influență a URSS. Pentru a nu face vreo referință la Biblie, în acei ani se definea Era Noastră (e.n.) ca începând în al XXXI-lea an al domniei lui Octavianus Augustus, fără a se da o explicație a motivului alegerii acestui moment pentru punctul zero al numărării anilor. 
Atât „e.n.” cât și „d.C.” sau „d.Hr.” au exact aceeași semnificație temporală.
„AD” este abrevierea expresiei latine Anno Domini, care are aceeași utilizare ca și „e.n.”.